# المؤسسة العربية للصورة
المؤسسة العربية للصورة هي مؤسسة غير ربحية تأسست في بيروت عام 1997، تهدف إلى تعقب وجمع وحفظ ودراسة الصور من الشرق الأوسط وشمال إفريقيا والشتات العربي،  حيث تضم مجموعة المؤسسة الموسعة أكثر من 600 ألف عمل من لبنان وسوريا وفلسطين والأردن ومصر والمغرب والعراق وإيران والمكسيك والأرجنتين والسنغال.

## التاريخ
تم إنشاء مؤسسة الصور العربية في عام 1997 من قبل المصورين فؤاد الكوري وسامر محمد، والفنان أكرم الزعتري كرد فعل لعدم وجود أرشيف صور في المنطقة والاختفاء السريع للقلة المتبقية. تكشف هذه المجموعات عن جانب كبير من التاريخ الاجتماعي للعالم العربي، بما في ذلك الصورة التي صنعها العرب لأنفسهم منذ إنشاء التصوير.
أصبحت المؤسسة معترف بها دوليًا وإقليميًا باعتبارها المؤسسة الرائدة في مجال التصوير الفوتوغرافي في الشرق الأوسط. بالإضافة إلى الإسكان وحفظ مئات الآلاف من الصور الفوتوغرافية، قامت المؤسسة بقيادة مشاريع الحفظ والمحافظة في الشرق الأوسط، وشاركت في رعاية ورش العمل لنشر المعرفة والمهارات اللازمة لتحديد واستعادة وحفظ أرشيف الصور الفوتوغرافية الكبير في العالم العربي.
بالإضافة إلى المرافق الموجودة في الموقع، بما في ذلك المساحة العامة والمكتبة والمركز الأبحاث والمختبر، نظمت AIF معارض ومتاحف متعددة، وأنتجت منشورات للكتب وأبحاثاً وأفلاماً وسلعاً قابلة للتحصيل، مثل البطاقات البريدية ومنشورات الملصقات والأفلام،  وتدير المؤسسة أيضًا برنامج إقامة مرموق للفنانين والعلماء.

## المشاريع

### المعارض
- ليس شهداء دي قانا، مشروع الدوحة شمس، برعاية سامر محمد (1997)
- Liban Intime 1900-1960، برعاية سامر محمد وفؤاد الخوري (1998)
- بورتريه دو كاير: ألبان، أرماند وفان ليو، برعاية أكرم زعتري (1999)
- ألبومات Marocains 1900-1960، برعاية Yto Barrada (1999)
- السيارة. تصوير لحظات التحول في مجتمع التحديث، برعاية أكرم الزعتري (1999)
- فلسطين قبل 48، برعاية أكرم الزعتري (1999)
- فان ليو، برعاية أكرم زعتري (2000)
- Pratiques Photographiques au Liban (1900-1960) برعاية أكرم زعتري (2001)
- رسم الخرائط الجلوس. على البورتريه والتصوير الفوتوغرافي. مشروع وليد رعد وأكرم زعتري (2002)
- فنون وآخرون. برعاية لارا بلدي (2004)
- هاشم المدني: الممارسات، مشروع مستمر لأكرم زعتري (2004)
- هاشم المدني: الكورنيش، مشروع مستمر لأكرم زعتري (2006)
- هاشم المدني: خط سير، مشروع مستمر لأكرم زعتري (2007)
- كم هي جميلة بنما! محادثة تصويرية من مخيم برج الشمالي، بقلم ياسمين عيد الصباغ وسيمون لوريه (2008)
- An Uncanny Impulse - مجموعة محسن يمين بمؤسسة عرب إيميج، برعاية مارك ماركيك وكليمنس كوتارد (2017)
- ضد التصوير - تاريخ مشروح لمؤسسة الصورة العربية، برعاية أكرم الزعتري (2017)

### المنشورات
- Histoires Intimes Liban 1900-1960 (Actes Sud، 1997)
- بورتريه دو كاير (Actes Sud، 1999)
- السيارة. تصوير لحظات الانتقال في مجتمع التحديث. تحرير أكرم زعتري (مؤسسة الصورة العربية و Mind the Gap، 1999)
- رسم الخرائط الجلوس. تحرير كارل باسيل، زينة معاصري وأكرم زعتري بالتعاون مع وليد رعد (مؤسسة الصورة العربية وميند ذا جاب، 2002)
- استعراض الذاكرة الفوتوغرافية. تحرير جلال توفيق (مؤسسة الصور العربية، 2004)
- هاشم المدني: ممارسات الاستوديو. تحرير كارل باسيل وليزا لوفيري وأكرم زعتري (مؤسسة الصور العربية، مايند ذا جاب ومعرض المصورين، 2004)
- هاشم المدني: الكورنيش (مؤسسة الصورة العربية وميند ذا جاب، 2007)

### الأفلام
- Jours tranquilles en Palestine (فؤاد الخوري وسيلفان روميت، 1998)
- Her + Him Van Leo (أكرم زعتري، 2001)

### منصات
- تاريخ آخر الأشياء قبل الأخيرة: الفن كتاريخ للكتاب (ندوة اقترحها كليمان شيرو وأكرم زعتري، نظمها مركز بومبيدو ومؤسسة الصورة العربية، 2012) [9]

## روابط خارجية
- Noorderlicht / أرشيف / مؤسسة الصور العربية